# 常松洋
常松 洋（つねまつ ひろし、1949年8月20日 - ）は、アメリカ史学者、京都女子大学名誉教授。

## 来歴
島根県生まれ。1972年島根大学文理学部卒、1980年京都大学大学院文学研究科博士課程中退。大阪産業大学教養部助教授、1995年京都女子大学文学部教授。2007年「ヴィクトリアン・アメリカの社会と政治」で京大博士（文学）。2015年退任、名誉教授。

## 著書
- 『大衆消費社会の登場』山川出版社 世界史リブレット 1997
- 『ヴィクトリアン・アメリカの社会と政治』昭和堂 2006

### 共編
- 『日常と犯罪 近代西洋における非合法行為』南直人共編 昭和堂 1998
- 『消費とアメリカ社会 消費大国の社会史』松本悠子共編 山川出版社 2005
- 『アメリカ史のフロンティア 1 アメリカ合衆国の形成と政治文化 建国から第一次世界大戦まで』肥後本芳男,中野耕太郎共編 昭和堂 2010

### 翻訳
- エリック・フォーナー『アメリカ自由の物語 植民地時代から現代まで』横山良,竹田有,肥後本芳男共訳 岩波書店 2008

## 論文
- Cinii